# Armée de Lorraine
Die Armée de Lorraine (dt. Lothringer Armee) war eine Armee des französischen Heeres, die kurzzeitig im August 1914, zu Beginn des Ersten Weltkrieges, bestand und in der Schlacht bei Longwy eingesetzt wurde.

## Geschichte
Die Armée de Lorraine ging am 22. August 1914 auf Befehl des Grand Quartier Général vom 19. August aus einer Untergruppierung der französischen 3. Armee hervor, die am 17. August gebildet worden war. Deren Aufgabe war die Abschirmung der rechten Flanke der 3. Armee gegen die Festung Metz gewesen, wozu sie im Raum der Maashöhen etwa zwischen Pont-à-Mousson und Chambley–Étain disloziert wurde. Ihr Befehlshaber war General Paul Durand, der zugleich Führer der 3. Reservedivisionsgruppe zu drei Divisionen war und zwei weitere Divisionen sowie die Festungen Toul und Verdun unter seinem Befehl hatte. Mit Bildung der Armée de Lorraine übernahm am 21. August der reaktivierte General Joseph Maunoury den Oberbefehl.
Maunourys Aufgabe war es, die rechte rückwärtige Flanke des Vorgehens der 3. Armee in das südliche Belgisch-Luxemburg abzuschirmen, das in die Schlacht bei Longwy führte. In diese mehrtägige Schlacht gegen die deutsche 5. Armee war die Armée de Lorraine ab dem 24. August involviert. Maunourys Armee erreichte dabei zunächst die Orne (Nebenfluss der Mosel), bevor sie sich bis zum 27. August vor deutschen Gegenangriffen auf die Maashöhen und ins Tal der Maas zurückziehen musste. Nach dem ungünstigen Verlauf der Grenzschlachten wurde das in Verdun befindliche Hauptquartier am 27. August aufgelöst und zur Aufstellung der 6. Armee im Raum nördlich Paris verwendet. Für die bevorstehende Schlacht an der Marne wurden insgesamt vier Divisionen zu dieser Armee, die weiterhin von General Maunoury befehligt wurde, verlegt. Die 3. Reservedivisionsgruppe zog sich währenddessen weiter auf Verdun zurück.